# Шушангурт
Шушангу́рт (рос. Шушангурт) — присілок в Ігринському районі Удмуртії, Росія.

## Населення
Населення — 6 осіб (2010; 19 в 2002).
Національний склад станом на 2002 рік:
- удмурти — 74 %
- росіяни — 26 %

## Урбаноніми[3]
- вулиці — Джерельна